# Siphlopteryx antacrtica
Siphlopteryx Enderlein, 1908 è un genere monospecifico di ditteri appartenente alla famiglia Sphaeroceridae, la cui unica specie è Siphlopteryx antacrtica.
La specie è stata osservata in Antartide e nell'Oceano antartico.